# Habib Bellaïd
Habib Mohamed Bellaïd - em árabe, حبيب محمد بلعيد (Bobigny, 28 de março de 1986) - é um futebolista francês que atua como defensor. De origem argelina, atua no Eintracht Frankfurt.

## Carreira
Após passar pelas categorias de base do Red Star 93 e pela famosa academia de futebol Clairefontaine, Bellaïd teve sua primeira chance numa equipe de maior nível em 2002, no Strasbourg.
Foi contratado pelo Eintracht Frankfurt em 2008, mas sem muito espaço na equipe, foi emprestado novamente ao Strasbourg e atualmente está no Boulogne.

### Seleção Argelina
Também francês de origem, Bellaïd defendeu as categorias de base dos Bleus, e em 2010 optou atuar pelo país de suas origens. Sua estreia foi justamente na Copa do Mundo, contra a Inglaterra.